# Edyta Nawratil-Chachajowa
Edyta Olga Nawratil-Chachajowa (ps. Baśka, ur. 26 czerwca 1921 w Halileji w woj. tarnopolskim, zm. 24 marca 2009 we Wrocławiu) – polska sanitariuszka, żołnierka Armii Krajowej.

## Życiorys
W 1939 mieszkała w Katowicach (Dębie) i po agresji niemieckiej zaprzysiężona została do organizacji podziemnej Wyzwolenie. W 1940 struktury tej organizacji zostały rozbite przez Niemców, w związku z czym przeniosła się do Radomia i Lublina, gdzie poznała Eugeniusza Witkowskiego. W 1942 zaprzysiągł on Nawratilową jako żołnierza Armii Krajowej. Została skierowana do Radomia, gdzie działała w Szarych Szeregach, a od marca 1943 w komórce AK. Jej mieszkanie służyło jako komórka kontaktowa, jak również miejsce składania przysięgi przez żołnierzy i odbywania szkoleń. Z powodu zagrożenia denuncjacją ukrywała się przed gestapo na bagnach nad rzeką Mleczną. 9 sierpnia 1944 jako sanitariuszka Grup Szturmowych przyporządkowana została do 6. kompanii 72. Pułku Piechoty Armii Krajowej, która potem włączona została do 2. Pułku Piechoty Legionów Armii Krajowej. Walczyła z Niemcami m.in. pod Przysuchą, Radoszycami, Przyłogami, Radkowem, Samsonowem i Szewcami.
15 września 1944 przeszła do oddziału Zygmunta Kaszyńskiego Nurta. Walczyła z nim pod Lipnem i Chotowem. Za ratowanie rannych pozostających w zasięgu Niemców otrzymała pierwszy Krzyż Walecznych (drugi otrzymała po wojnie za ratowanie ludzi z oddziału Jerzego Sztajgerwalda Rozłoga). Po dekoncentracji oddziału Kaszyńskiego, od 1 lipca 1945 służyła w szpitalu Rady Głównej Opiekuńczej w Brzeziu, gdzie leczyła partyzantów rannych w walkach z Sowietami. 
W czasie walk poznała Władysława Chachaja Doktora Andrzeja, za którego wyszła za mąż 17 lipca 1945 w Wodzisławiu. Małżeństwo zamieszkało w Walimiu, a potem (od 1949) we Wrocławiu. Z uwagi na przeszłość w Armii Krajowej Chachajowie nie otrzymali przydziału własnościowego na dom na Oporowie, w którym zamieszkiwali. Przenieśli się więc do Bielic w Sudetach.
Została pochowana na cmentarzu grabiszyńskim we Wrocławiu.